# Aphyocharax anisitsi
Espèce
Le Nageoires sanglantes (Aphyocharax anisitsi) est un petit poisson de 5 cm originaire d'Argentine et apprécié des aquariophiles. Si les nageoires pectorales sont incolores, les autres sont d'un rouge vif marqué sur leurs bases.
Sociable et actif, Il aime vivre en banc d'une dizaine d'individus, dans un vaste espace et trouver sur le fond une végétation abondante. L'eau doit être à 22 °C (25 °C pour se reproduire).

## En aquarium
Aphyocharax anisitsi est une espèce qui apprécie particulièrement la vie en banc, aussi n'hésitez pas et offrez à vos hôtes au moins 120 litres, permettant ainsi d'accueillir une bonne quinzaine d'individus. Un volume supérieur permet d'envisager la maintenance d'un couple de scalaires adultes, un autre banc de Characidés ( néon noir, néon rose ) qui occupe plus volontiers la zone intermédiaire de l'aquarium et enfin un groupe de Corydoras.
L'idéal consiste à utiliser un sol sombre (ne pas utiliser quartz) de manière que les couleurs des poissons ressortent mieux. Ajoutez à cela une plantation périphérique dense constituée de plantes à feuilles fines comme Cabomba caroliniana et de plantes à feuilles rubanées comme Sagittaria graminea qui est assez résistante.
L'eau du robinet convient bien pour toutes ces espèces qui sont assez tolérantes (entre autres à la dureté de l'eau). En revanche, des changements d'eau réguliers et un filtre brassant de 2 à 3 fois le volume de l'aquarium par heure garantissent une eau plutôt stable et bien oxygénée.

## L'alimentation
Ces poissons omnivores acceptent aussi bien les aliments lyophilisés que les artémias ou les vers de vase congelés. Ils ne posent donc aucun problème particulier d'alimentation, ce qui n'exclut pas de temps en temps de pouvoir leur distribuer des proies vivantes que vous pouvez trouver régulièrement dans le commerce. Si tel n'est pas le cas, faites simplement éclore des œufs d'artémias, ils raffolent des nauplies.

## La reproduction
Un aquarium d'une vingtaine de litres, simplement équipé d'un chauffage, d'un filtre à exhausteur sur mousse, d'une belle touffe de mousse de Java et de quelques pieds de Ceratophyllum demersum que vous laissez flotter en surface, convient parfaitement pour recevoir un couple prêt à frayer. Après une brève parade, les partenaires se dirigent sous la surface flanc contre flanc et émettent des œufs aussitôt fécondés. Une fois la ponte terminée, retirez les parents qui, bien que très productifs, n'hésitent pas à dévorer leur propre progéniture. Prévoyez des infusoires pour la première semaine de vie des jeunes, puis des nauplies d'artémias.